# Баэс, Педро
Пе́дро Федери́ко Ба́эс Бени́тес (исп. Pedro Federico Báez Benítez; родился 5 января 1997 года в Сан-Эстанислао, Парагвай) — парагвайский футболист, нападающий клуба «Серро Портеньо».

## Клубная карьера
Баэс — воспитанник клуба «Серро Портеньо». 29 февраля 2016 года в матче против «Соль де Америка» он дебютировал в парагвайской Примере. В июле того же года Педро был арендован на шесть месяцев американским клубом «Реал Солт-Лейк». 25 сентября в матче против «Далласа» он дебютировал в MLS. В июле 2017 года Баэс был отдан в аренду в столичный «Индепендьенте». 23 июля в матче против «Спортиво Лукеньо» он дебютировал за новый клуб.

## Международная карьера
В 2017 года Баэс принял участие в молодёжном чемпионате Южной Америки в Эквадоре. На турнире он сыграл в матчах против команд Колумбии, Чили и Эквадора. В поединках против чилийцев и эквадорцев Педро забил по голу.